# Мороз, Прохор Семёнович
Про́хор Семёнович Моро́з (1861 — ?) — член II Государственной думы от Подольской губернии, крестьянин.

## Биография

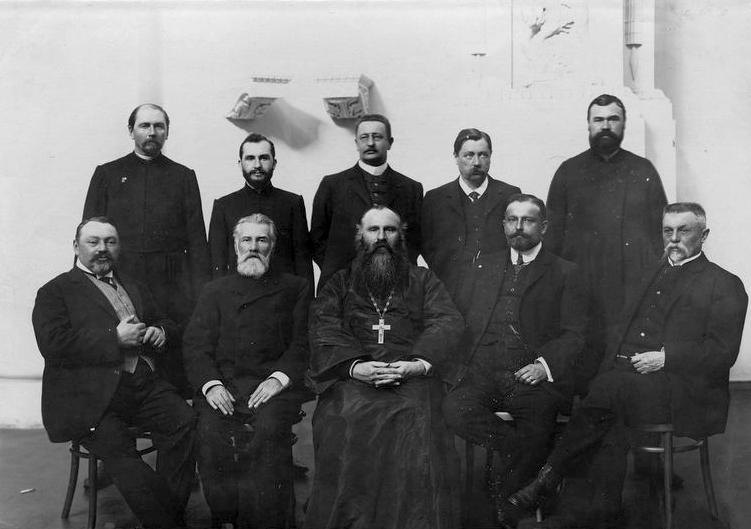
Депутаты Государственной думы II созыва от Подольской губернии. Стоят: Соловей А. А., Неизвестный-1, Неизвестный-2, Мороз П. С., Туперко С. Т.; сидят: Семёнов А. И., Лисовский В. К., Дидурык А. И., Гриневич А. И., Рогожа П. М., Матвеев С. К., Зубченко П. С., Дубонос Ф. Ф.

Православный, крестьянин села Белецкого Гайсинского уезда.
Получил домашнее начальное образование. Занимался земледелием, имел надел.
В феврале 1907 был избран в II Государственную думу от Подольской губернии. Входил в Трудовую группу и фракцию Крестьянского союза, Украинскую громаду.
Дальнейшая судьба неизвестна.